# 야생 동물 정원
야생 동물 정원(wildlife garden)은 주변 야생 동물을 위한 지속 가능한 안식처 역할을 할 목적으로 만들어진 환경이다. 야생동물 정원에는 자생 및 지역 식물, 조류, 양서류, 파충류, 곤충, 포유류 등을 수용하고 지역 토종 동식물을 유지하기 위한 다양한 서식지가 포함되어 있다.
공립 정원과 사립 정원 모두 토착 야생 동물을 유인하기 위해 특별히 변형될 수 있으며, 그렇게 함으로써 이용 가능한 보호소와 생계를 통해 자연스러운 지원을 제공할 수 있다. 이러한 원예 방법은 분산된 위치의 가변성과 증가된 서식지 가용성으로 인한 연결성에 기여하므로 공공 정원과 마찬가지로 개인 정원에서도 복원의 한 형태가 될 수 있다.
거주지가 건축되기 전의 환경을 모방하거나 정원을 근처의 온전한 야생 지역과 유사하게 만드는 정원을 조성(재야생)하면 자연계가 상호 작용하고 균형을 이루게 하여 궁극적으로 정원사의 유지 관리 및 개입의 필요성을 최소화할 수 있다. 야생동물 정원은 또한 생물학적 해충 방제에 필수적인 역할을 할 수 있으며 생물 다양성과 자생 식물 재배를 촉진하고 일반적으로 더 넓은 환경에 도움이 된다. 일부 환경적 이점에는 살충제의 필요성을 줄임으로써 생물학적 해충 방제의 자연적 메커니즘을 통한 해충 개체수 감소가 포함된다. 서식지 정원은 또한 강우량을 차단하여 대수층을 재충전함으로써 환경에 생태계 서비스를 제공한다.

## 같이 보기
- 나비 원예
- 퍼머컬처